# Hudson (Ohio)
Hudson ist eine US-amerikanische Ortschaft ca. 50 Kilometer südlich von Cleveland (Ohio) im Summit County. Das U.S. Census Bureau ermittelte bei der Volkszählung 2020 eine Einwohnerzahl von 23.110.
Im Jahr 1802 erhielt die damalige Siedlung den heutigen Namen, 1837 wurde sie schließlich als Gemeinde eingetragen. Die Innenstadt ist großzügig angelegt, im Zentrum befindet sich eine viereckige baumbestandene Rasenfläche, der sogenannte Village Green. Diese wird von den Haupteinkaufsstraßen eingegrenzt, wo sich auch das 1879 erbaute Rathaus befindet. Im Village Green findet man die beiden Wahrzeichen von Hudson, der Clock Tower und der Bandstand.
Seit dem 26. August 1984 ist Hudson eine Partnerstadt von Landsberg am Lech (Bayern).

## Söhne und Töchter der Stadt
- James William Ellsworth (1849–1925), Industrieller
- Scott E. Forbush (1904–1984), Geophysiker
- Dante Lavelli (1923–2009), American-Football-Spieler
- Christine Chubbuck (1944–1974), Moderatorin
- Bill Watterson (* 1958), Cartoonist, Calvin & Hobbes
- Brian Winters (* 1991), American-Football-Spieler
- Ben Gedeon (* 1994), American-Football-Spieler